# Gerlach I van Nassau
Gerlach I van Nassau (voor 1288 – 7 januari 1361), Duits: Gerlach I. Graf von Nassau, was graaf van Nassau uit de Walramse Linie van het Huis Nassau. Hij was een vastberaden man, die zich verzoende met de vroegere tegenstanders van zijn vader en de reputatie van zijn huis na diens dood herstelde. In de politiek had hij meer geluk dan zijn vader en kon hij het bezit van zijn huis gestaag uitbreiden.

## Biografie

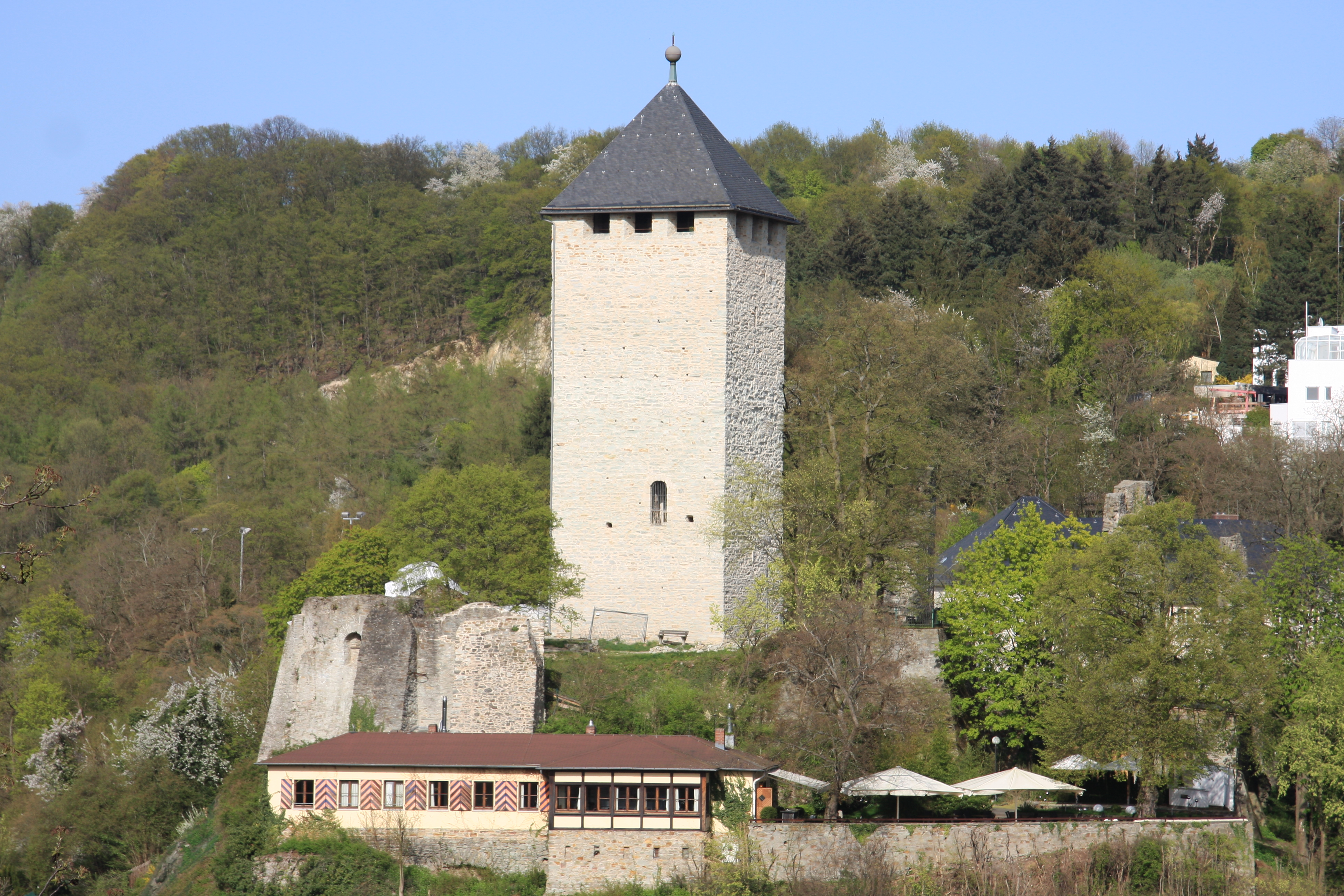
De Burcht Sonnenberg

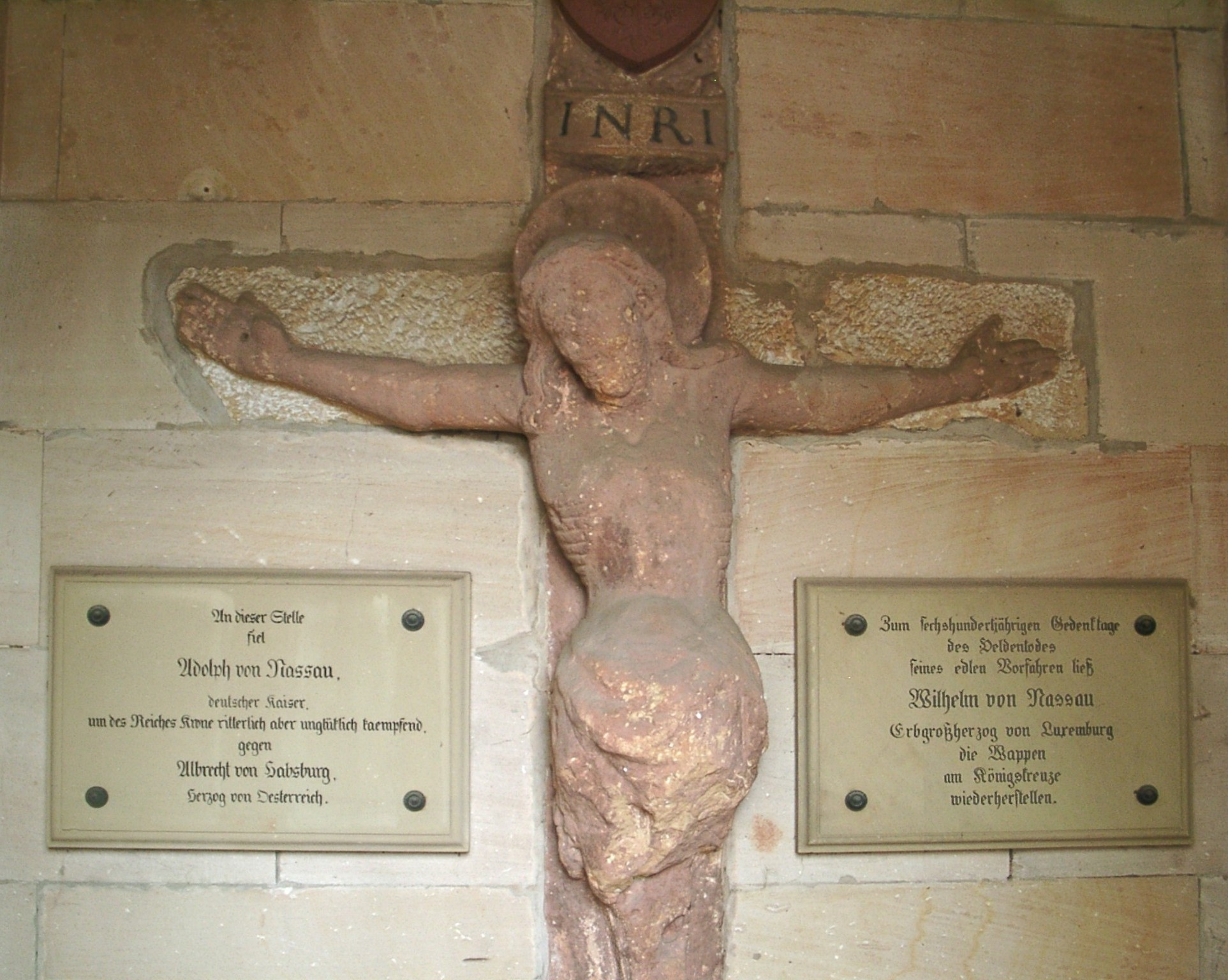
Het Koningskruis bij Göllheim

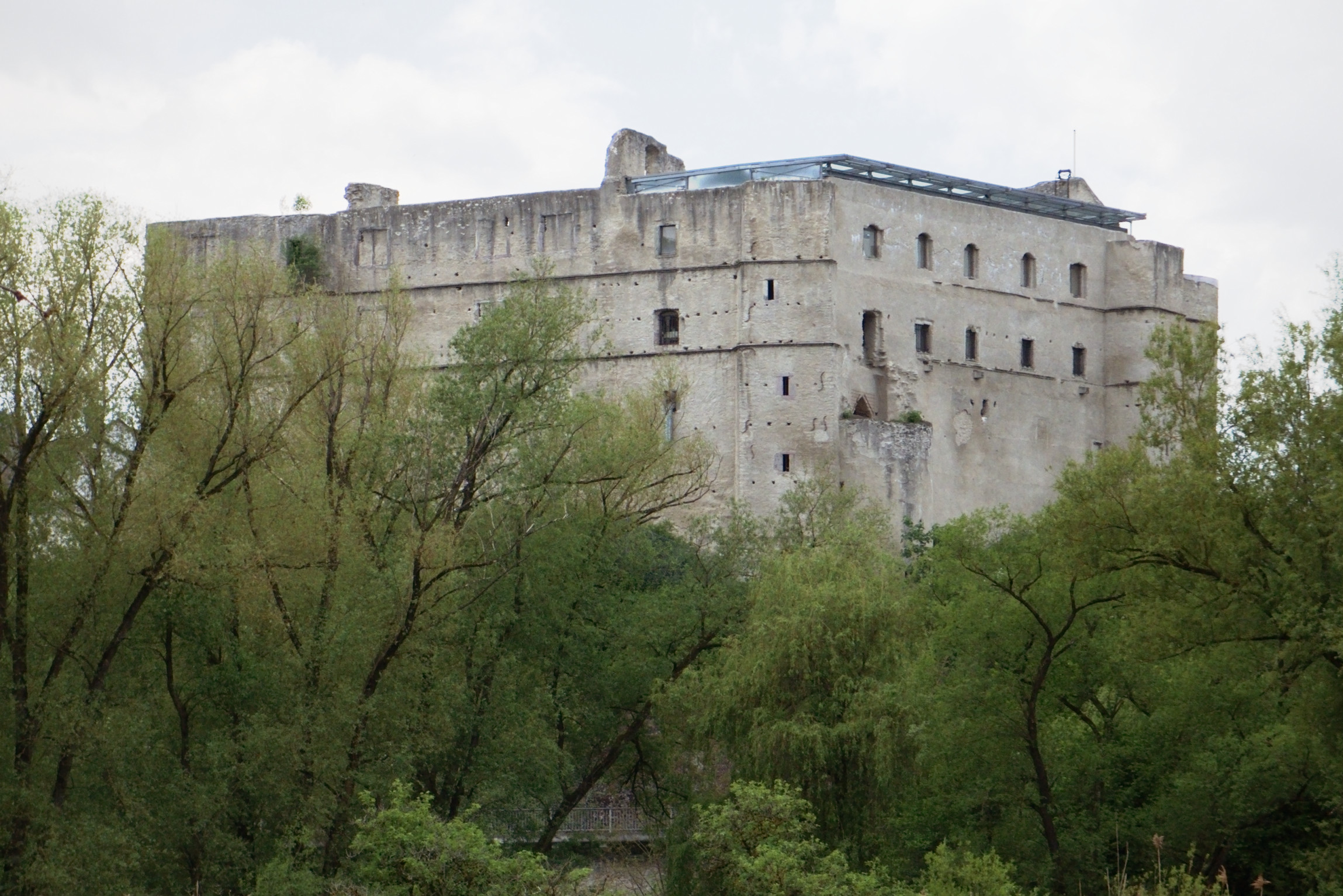
De ruïne van de Burcht Löhnberg

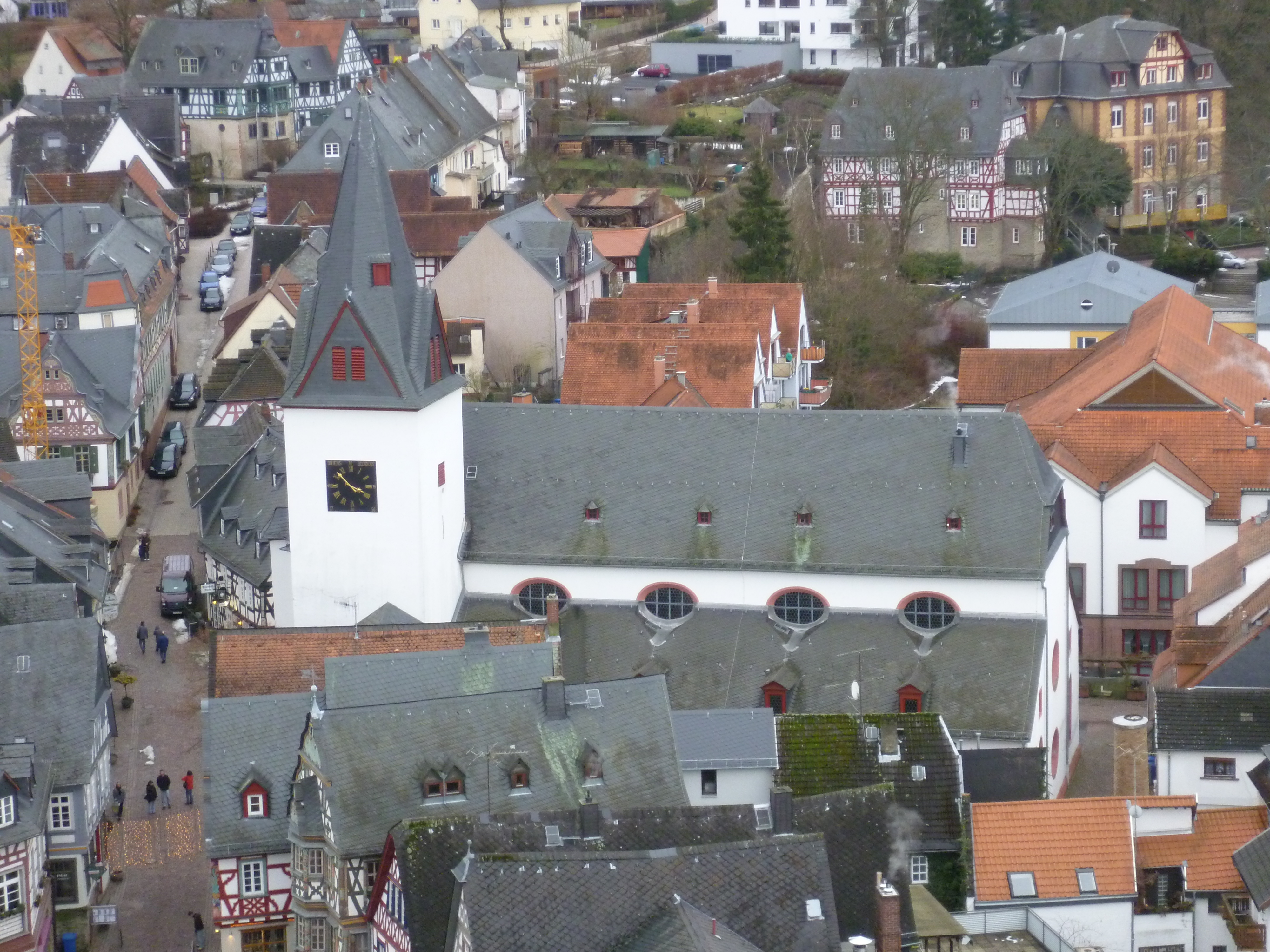
De Uniekerk te Idstein

Gerlach was een zoon van graaf Adolf van Nassau en Imagina van Isenburg-Limburg, dochter van Gerlach I van Isenburg, heer van Limburg an der Lahn en Imagina van Blieskastel.
Gerlachs vader sneuvelde op 2 juli 1298 in de Slag bij Göllheim; Gerlachs broer Rupert werd gevangen genomen door de aartsbisschop van Mainz, Gerhard II van Eppstein. Deze kon, samen met zijn familieleden de heren van Eppstein, de Burcht Sonnenberg innemen en zwaar verwoesten. Gerlach, op dat moment nog een kind, kon gered worden. De heren van Eppstein waren al generaties de vijanden van de graven van Nassau.
Samen met zijn broer Rupert V volgde Gerlach zijn vader op als graaf van Nassau. Omdat Gerlach toen nog een kind was, zal hij de regering pas gevoerd hebben nadat Rupert in 1304 in Bohemen sneuvelde. Volgens oorkonden regeerde Gerlach tussen 1312 en 1316 samen met zijn broer Walram III.
Rooms-koning Albrecht I had verboden om Gerlachs gesneuvelde vader in de koninklijke crypte in de Dom van Speyer bij te zetten. Gerlachs moeder Imagina liet Adolf daarom in het cisterciënzer Klooster Rosenthal bij Göllheim bijzetten. Op 29 augustus 1309 slaagde Gerlach erin om – met toestemming van rooms-koning Hendrik VII – het lichaam van Adolf naar de Dom van Speyer over te laten brengen. Hier werd hij begraven naast Albrecht I, die in 1308 het slachtoffer was geworden van een moordaanslag. Volgens de volksoverlevering liet Imagina op de plek van Adolfs dood in Göllheim ter herinnering het Koningskruis oprichten. Tegenwoordig wordt echter Gerlach als de oprichter beschouwd. Het is het oudste wegkruis in de Palts.

### Rijkspolitiek
Gerlach stond dicht bij het Huis Luxemburg en rooms-koning Hendrik VII. In 1310 vergezelde hij Hendriks zoon Johan, later koning van Bohemen, naar Praag, en in 1312 Hendrik bij diens keizerskroning in Italië.
Na de dood van Hendrik VII koos Gerlach partij voor de Habsburger Frederik ‘de Schone’, de zoon van rooms-koning Albrecht I, de voormalige vijand van Gerlachs vader. In 1318 hield hij als verdediger van Wiesbaden stand tegen de belegering van Lodewijk ‘de Beier’. Daarna ontving hij als beloning zijn eigen munt.
Pas in 1322, na de Slag bij Mühldorf, erkende Gerlach Frederiks tegenstander Lodewijk ‘de Beier’ als koning van Duitsland. Reeds in de Beierse Broederoorlog had Gerlach Lodewijks broer Rudolf I ‘de Stamelaar’ van de Palts gesteund en zich voor een landvrede ingezet. Deze Rudolf was gehuwd met Gerlachs zuster Mechtild.
Na 1322 verzoende Gerlach zich met Lodewijk ‘de Beier’. In 1326 werd hij keizerlijk landvoogd van de Wetterau. In 1336 ontving hij de Biebricher Fähre als keizerlijk leengoed. In 1338 bezocht Lodewijk hem in zijn residentie Burcht Sonnenberg en in datzelfde jaar was hij keizerlijke gezant naar de paus in Avignon.
Als een aanhanger van keizer Karel IV verscheen Gerlach in diens gevolg. Gerlachs tweede vrouw, Irmgard van Hohenlohe, verzocht in 1351 van Karel IV stadsrechten voor Sonnenberg, die haar werden toegekend.

### Lokale politiek
Gerlach stond de leengoederen in Hessen, die volgens de Prima divisio gezamenlijke bezit van de Walramse en Ottoonse Linie gebleven waren, af aan de Ottoonse Linie. In 1319 stond hij de Burcht Frauenstein af aan het aartsbisdom Mainz. Gerlach verwierf in 1326 de heerlijkheid Neuweilnau (en onderhorigheden waaronder, gedeeltelijk, Eisenbach) en in 1327 van Johan van Nassau-Dillenburg de burcht en stad Katzenelnbogen. Hij kocht in 1344 een deel van de burcht en heerlijkheid Löhnberg van graaf Otto II van Nassau-Siegen.
Samen met graaf Dirk III van Loon-Heinsberg bemiddelde Gerlach een verzoening tussen de broers Otto II van Nassau-Siegen en Hendrik I van Nassau-Beilstein nadat de laatste in 1339 zonder toestemming van zijn vader en broer was gehuwd.
Gerlach was de bouwheer van de kapittelkerk te Idstein. Deze kerk heet sinds 1817 Uniekerk.
Gerlach had vetes met Keur-Mainz, Keur-Trier en ook met de graven van Katzenelnbogen, hoewel hij een bloedverwant van deze laatsten was (zijn grootmoeder was Adelheid van Katzenelnbogen).
Gerlach droeg in 1344 zijn macht over aan de twee oudste zoons uit zijn eerste huwelijk, hij bleef echter heer van Sonnenberg. In een op 25 november 1355 te Eltville gesloten verdrag gingen deze Adolf en Johan over tot een verdeling van hun bezittingen. De halfbroers van Adolf en Johan, Kraft en Rupert, verkregen bij die verdeling de Burcht Sonnenberg en regeerden sindsdien samen als graven van Nassau-Sonnenberg.

## Grafmonument
Gerlach overleed op 7 januari 1361 en werd begraven in Klooster Klarenthal bij Wiesbaden. Het grafmonument voor Gerlach en zijn eerste echtgenote stond aan de rechterzijde van het altaar in een nis, d.w.z. aan de noordwand van het koor. Het reliëf van de grafplaat toonde het onder een dubbele kielboog staande, in gebed, licht naar rechts kijkende echtpaar: links de graaf blootshoofds, zonder baard, in maliënkolder en wapenrok met langzwaard aan zijn riem, rechts zijn vrouw in eigentijdse dracht bestaande uit een lange jurk, mantel, hoofd- en kinsluier. De voeten van de ridder, in puntige schoenen met sporen, rustten op twee leeuwen; zijn vrouw stond op een leeuw. Boven de bogen zaten vier wapenschilden. De inscriptie voor Gerlach luidde: “+ an(n)o · d(omi)ni · mo · ccclxio · i(n) crassti(n)o · e(pi)ph(an)ie · o(biit) · illustri(ssim)(us) · d(o)min(us) · gerlac(us) · comes · de · nassav filius · / sereniss(im)i · d(omi)ni · adolfi · regis · roma(n)or(um) ·” en de inscriptie voor zijn echtgenote luidde: “+ an(n)o · d(omi)ni · mo · ccco · xxxo iio · i(n) oct(av)a · e(pi)ph(an)ie · o(biit) · serenissi(m)a · d(omi)na · agnes · cu(n)iux · nobiliss(im)i · d(omi)ni · gerlaci · com(it)is / de nassau ·”. Het grafmonument werd in 1632 of 1650 uit de tot ruïne vervallen kloosterkerk overgebracht naar de Mauritiuskerk in Wiesbaden. Die kerk werd in 1850 door brand verwoest, het grafmonument ging daarbij verloren. Van het grafmonument resteert nog slechts een tekening van Heinrich Dors uit zijn in 1632 gepubliceerde Epitaphienbuch.

## Huwelijken en kinderen

### Eerste huwelijk
Gerlach huwde in 1307 met Agnes van Hessen († 13 januari 1332), dochter van landgraaf Hendrik ‘de Jongere’ van Hessen en Agnes van Beieren. Ze werd begraven in Klooster Klarenthal.

Uit dit huwelijk werden de volgende kinderen geboren:
1. Adolf I (1307 – Idstein, 17 januari 1370), volgde in 1344 zijn vader op, werd in 1355 graaf van Nassau-Wiesbaden-Idstein.
2. Johan I (1309 – Weilburg, 20 september 1371), volgde in 1344 zijn vader op, werd in 1355 graaf van Nassau-Weilburg.
3. Adelheid († 8 augustus 1344), huwde 16 mei 1326 met Ulrich III van Hanau († tussen 31 augustus 1369 en 2 januari 1370).
4. Agnes († Klooster Klarenthal, 16 mei ....), was non in Klooster Klarenthal.
5. Elisabeth († na 1370), huwde vóór 16 augustus 1326 met Lodewijk van Hohenlohe-Uffenheim († tussen 18 februari en 15 augustus 1356).
6. Gerlach (1322 – Aschaffenburg, 12 februari 1371), was vanaf 1346 aartsbisschop-keurvorst van Mainz.
7. Marie († vóór 1366), huwde vóór 1336 met Koenraad VI van Weinsberg genoemd van Breuberg († 1366).

### Tweede huwelijk
Gerlach hertrouwde vóór 4 januari 1337 met Irmgard van Hohenlohe († 11 mei 1372), dochter van heer Kraft II van Hohenlohe en Adelheid van Württemburg. Na de dood van haar echtgenoot werd Irmgard dominicanes in Klooster Liebenau bij Worms en stierf daar in een reuk van heiligheid. In dat klooster werd ze ook begraven.

Uit dit huwelijk werden de volgende kinderen geboren:
1. Kraft († 1 oktober na 1361), werd domheer te Straatsburg in 1343, was sinds 1355 graaf van Nassau-Sonnenberg.
2. Rupert (ca. 1340 – 4 september 1390), was sinds 1355 graaf van Nassau-Sonnenberg.

## Voorouders
| Voorouders van Gerlach I van Nassau | Voorouders van Gerlach I van Nassau                                                                       | Voorouders van Gerlach I van Nassau                                                                       | Voorouders van Gerlach I van Nassau                                                   | Voorouders van Gerlach I van Nassau                                                   | Voorouders van Gerlach I van Nassau                                                  | Voorouders van Gerlach I van Nassau                                                  | Voorouders van Gerlach I van Nassau                                                  | Voorouders van Gerlach I van Nassau                                                  |
| ----------------------------------- | --- | --- | ------------------------------------------------------------------------------------- | ------------------------------------------------------------------------------------- | ------------------------------------------------------------------------------------ | ------------------------------------------------------------------------------------ | ------------------------------------------------------------------------------------ | ------------------------------------------------------------------------------------ |
| Betovergrootouders                  | Walram I van Nassau (ca. 1146–1198) ⚭ Kunigunde (?–1198)                                                  | Otto I van Gelre en Zutphen (?–1207) ⚭ ca. 1185 Richardis van Beieren (?–1231)                            | Diederik I van Katzenelnbogen (?–1214/19) ⚭ ? (?–?)                                   | ? (?–?) ⚭ ? (?–?)                                                                     | Gerlach IV van Isenburg (?–vóór 1167) ⚭ ? (?–?)                                      | ? (?–?) ⚭ ? (?–?)                                                                    | Folmar II van Blieskastel (?–vóór 1223) ⚭ Jutta van Saarbrücken (?–?)                | Hendrik II van Sayn (?–1204) ⚭ 1228 Agnes van Saffenberg (?–1201)                    |
| Overgrootouders                     | Hendrik II ‘de Rijke’ van Nassau (ca. 1180–1247/50) ⚭ vóór 1215 Machteld van Gelre en Zutphen (?–na 1247) | Hendrik II ‘de Rijke’ van Nassau (ca. 1180–1247/50) ⚭ vóór 1215 Machteld van Gelre en Zutphen (?–na 1247) | Diederik II van Katzenelnbogen (?–1245) ⚭ vóór 1219 Hildegunde (?–?)                  | Diederik II van Katzenelnbogen (?–1245) ⚭ vóór 1219 Hildegunde (?–?)                  | Hendrik I van Isenburg-Cleeberg (?–vóór 1227) ⚭ Irmingard (?–1213/18)                | Hendrik I van Isenburg-Cleeberg (?–vóór 1227) ⚭ Irmingard (?–1213/18)                | Hendrik van Blieskastel (?–1237) ⚭ vóór 1225 Agnes van Sayn (?–1259)                 | Hendrik van Blieskastel (?–1237) ⚭ vóór 1225 Agnes van Sayn (?–1259)                 |
| Grootouders                         | Walram II van Nassau (ca. 1220–1276) ⚭ vóór 1250 Adelheid van Katzenelnbogen (?–1288)                     | Walram II van Nassau (ca. 1220–1276) ⚭ vóór 1250 Adelheid van Katzenelnbogen (?–1288)                     | Walram II van Nassau (ca. 1220–1276) ⚭ vóór 1250 Adelheid van Katzenelnbogen (?–1288) | Walram II van Nassau (ca. 1220–1276) ⚭ vóór 1250 Adelheid van Katzenelnbogen (?–1288) | Gerlach I van Isenburg-Limburg (?–1289) ⚭ Imagina van Blieskastel (?–vóór 1298)      | Gerlach I van Isenburg-Limburg (?–1289) ⚭ Imagina van Blieskastel (?–vóór 1298)      | Gerlach I van Isenburg-Limburg (?–1289) ⚭ Imagina van Blieskastel (?–vóór 1298)      | Gerlach I van Isenburg-Limburg (?–1289) ⚭ Imagina van Blieskastel (?–vóór 1298)      |
| Ouders                              | Adolf van Nassau (ca. 1255–1298) ⚭ ca. 1271 Imagina van Isenburg-Limburg (?–na 1317)                      | Adolf van Nassau (ca. 1255–1298) ⚭ ca. 1271 Imagina van Isenburg-Limburg (?–na 1317)                      | Adolf van Nassau (ca. 1255–1298) ⚭ ca. 1271 Imagina van Isenburg-Limburg (?–na 1317)  | Adolf van Nassau (ca. 1255–1298) ⚭ ca. 1271 Imagina van Isenburg-Limburg (?–na 1317)  | Adolf van Nassau (ca. 1255–1298) ⚭ ca. 1271 Imagina van Isenburg-Limburg (?–na 1317) | Adolf van Nassau (ca. 1255–1298) ⚭ ca. 1271 Imagina van Isenburg-Limburg (?–na 1317) | Adolf van Nassau (ca. 1255–1298) ⚭ ca. 1271 Imagina van Isenburg-Limburg (?–na 1317) | Adolf van Nassau (ca. 1255–1298) ⚭ ca. 1271 Imagina van Isenburg-Limburg (?–na 1317) |